# سایرانوو (شهرستان تویمازینسکی، باشقیرستان)
سایرانوو (انگلیسی: Sayranovo, Tuymazinsky District, Republic of Bashkortostan) یک شهرک در شهرستان تویمازینسکی استان باشقیرستان کشور روسیه است.